# John Cafiero
John Cafiero es un músico y cineasta estadounidense, reconocido principalmente por su asociación con el supergrupo Osaka Popstar.

## Carrera
Como cantante de Osaka Popstar, participó en la grabación del álbum debut de la agrupación en 2006. Acto seguido la banda realizó una gira por el Reino Unido en septiembre de 2006, a la que siguió una gira por Estados Unidos y Canadá con la banda Misfits en el Fiend Fest '06.
Dirigió y coprodujo (con su esposa Suzanne Cafiero) los vídeos musicales de las canciones de Misfits "American Psycho" y "Dig Up Her Bones", que aparecieron en el programa 120 Minutes de MTV y en la televisión pública por cable en Estados Unidos. A finales de 1998 se proyectaron en el Festival de Cine Euro-Underground y en el Festival Internacional de Cine de Rhode Island, obteniendo el premio "Best of Fest" en el primero y una nominación de la Horror Writers Association.
Cafiero dirigió y coprodujo (de nuevo con su esposa) el filme Big Money Hustlas de la banda Insane Clown Posse. La película se estrenó en 2000 y encabezó las listas de ventas de vídeo de Billboard durante varias semanas. En 2004 dirigió un documental sobre el grupo punk Ramones, titulado Ramones: Raw.

## Discografía

### Con Osaka Popstar
- Osaka Popstar and the American Legends of Punk (2006)
- Rock'em O-Sock 'em Live! (EP, 2008)

## Filmografía

### Como director
- 1992 - Ramones: Touring
- 2000 - Big Money Hustlas
- 2004 - Ramones: Raw